# Sundowning (альбом Sleep Token)
Sundowning — дебютний студійний альбом анонімного британського рок-гурту Sleep Token. Записаний на студії G1 Productions у Веллсі, Сомерсет, він був спродюсований Джорджем Левером і випущений 21 листопада 2019 року як перший реліз гурту на лейблі Spinefarm Records.

## Передісторія
Після випуску трьох окремих синглів («Jaws», кавер-версії пісні Outkast «Hey Ya» і «The Way That You Were») у 2018 році, Sleep Token підписали контракт з лейблом Universal Music Group Spinefarm Records у 2019 році. Одночасно з оголошенням про угоду в червні гурт також анонсував Sundowning і випустив першу пісню з альбому «The Night Doesn't Belong to God». Кожні два тижні після цього наступна пісня з трек-листа альбому виходила на YouTube під час заходу сонця у Великій Британії. Кожен трек отримав власну емблему та супровідний візуалізатор, що сприяло популяризації альбому.
20 червня 2020 року, через сім місяців після першого релізу альбому і в день літнього сонцестояння, лейбл Sleep Token випустив делюкс-версію Sundowning, що містить чотири бонус-треки, повністю виконані на фортепіано, під назвою «The Room Below». Ці чотири треки були новою версією заключного треку альбому «Blood Sport» (на який також було випущено відеокліп), новим треком під назвою «Shelter» та кавер-версіями «When the Party's Over» Біллі Айліш і «I Wanna Dance with Somebody (Who Loves Me)» Вітні Г'юстон. 20 березня 2022 року, у день весняного рівнодення, вийшла інструментальна версія оригінального 12-трекового альбому.
Станом на березень 2023 року, за даними Setlist.fm, «The Offering» — пісня, яку гурт виконував наживо найбільше разів; «Higher» посідає друге місце, а «The Night Doesn't Belong to God», «Dark Signs» і «Sugar» також потрапили до першої десятки з Sundowning.

## Рецепція
Sundowning отримав загалом позитивні відгуки від музичних критиків. Деніел Фелла з журналу Distorted Sound дав альбому ідеальну оцінку 10/10, похваливши його за «щільну палітру» з «чистою красою». Фелла стверджував, що «Sundowning» став «переосмисленням» важкої музики, високо оцінюючи різні елементи треків альбому і передбачаючи, що його вихід призведе до «бурі заслуженого успіху» для гурту. Рецензуючи альбом для Kerrang!, Том Шепард дав Sundowning оцінку чотири з п'яти, написавши, що на платівці є «моменти, якими можна по-справжньому насолодитися, а також ідеї та досвід, які відчуваються унікальними». Шепард особливо виділив пісні «The Offering», «Dark Signs» і «Drag Me Under», але також зазначив, що «безперервний характер цього похмурого настрою, переплетений з повільним, млявим темпом гурту, починає затягувати протягом 50-хвилинного звучання [тривалість альбому]».
Наприкінці 2019 року видання Distorted Sound визнало «Sundowning» другим найкращим альбомом року (поступившись лише «Samsara» гурту Venom Prison), а Ден Макх'ю написав: «Sundowning довів, що [Sleep Token] — не просто спалах на сковороді з його захоплюючими експериментами… спільний продукт — це сила, з якою слід рахуватися». У статті, опублікованій незабаром після виходу перших чотирьох синглів з Take Me Back to Eden у січні 2023 року, Metal Hammer включив «Gods» і «The Offering» до списку кращих пісень Sleep Token.

## Персонал
- Vessel — вокал, гітара, клавішні, піаніно, тексти пісень
- II — барабани
- Джордж Левер — продюсування, інженерія, бас